# Adriano Pigato
Adriano Pigato (Thiene, 22 febbraio 1981) è un ex cestista italiano.

## Carriera
Ha debuttato nella massima serie nel 1999 con la canotta della Pallacanestro Trieste, con la quale colleziona complessivamente 44 presenze in Serie A, partendo titolare in 6 occasioni.
Ha disputato anche due campionati di Legadue, uno a Ragusa e uno a Novara, prima di scendere nei campionati dilettantistici.